# الکساندر فدوروف
الکساندر فدوروف (اوکراینی: Олександр Миколайович Федоров؛ زادهٔ ۱۲ آوریل ۱۹۷۸) بازیکن هاکی روی یخ اهل اوکراین است. وی همچنین از بازیکنان هاکی روی یخ در المپیک زمستانی ۲۰۰۲ بوده‌است.
الکساندر فدولوف بیشتر از ۲۶ سال در زمینهٔ کنترل مواد مخدر فعالیت داشته است، از جمله پست‌های مدیریتی ارشد با دفتر مقابله با مواد مخدر و جرم سازمان ملل متحد در قرقیزستان، ایران و سازمان فدرال مبارزه با قاچاق مواد مخدر روسیه (FDSC). وی نمایندهٔ FDSC در جمهوری اتریش بوده و با پستی دیپلماتیک به عنوان مشاور سفارت روسیه در اتریش فعالیت نموده است.